# Gladys Holland

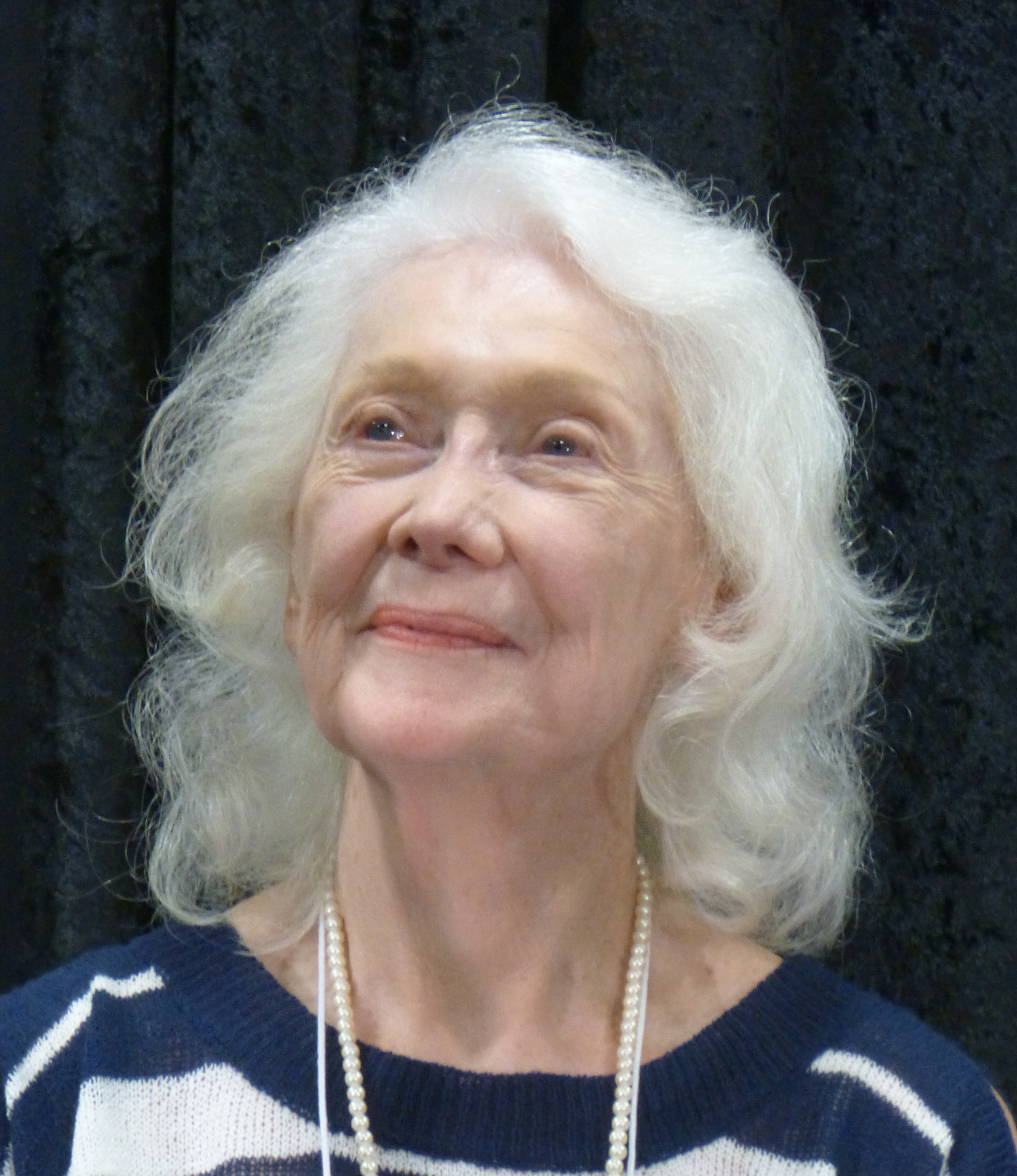
Gladys Holland (2013)

Gladys Edna Holland (* 7. Juli 1923 in Ponta, Texas; † 21. Oktober 2017 in Hollywood, Los Angeles, Kalifornien) war eine US-amerikanische Schauspielerin und Synchronsprecherin.

## Leben
Holland wurde 1923 als Tochter von Philomene Germaine Meerbergen und James Eldren Holland in Ponta im US-Bundesstaat Texas geboren und wuchs in Antwerpen in Belgien auf. Ihre Stiefeltern waren Jules Verbeeck und Eula Mae Cates. Sie war vom 7. Juli 1958 bis zum 23. Januar 1997 – seinem Tod – mit dem Schauspieler Bill Zuckert verheiratet, den sie 1956 in einer gemeinsamen Produktion am Broadway kennengelernt hatte. Aus der Ehe stammt die Tochter Kimberly Mary Joan „Kymm“ Zuckert (* 1964).
Erste kleinere Rollen vor der Kamera hatte Holland ab 1951 in Filmen wie Go for Broke!, Hübsch, jung und verliebt, Begegnung in Tunis und Schwarze Trommeln. Es folgten Auftritte in mehreren Fernsehserien sowie Sprechrollen in Kurzfilmen. Als Synchronsprecherin wirkte sie 1952 als Miss Clavel am Cartoon Madeline von United Productions of America mit. Sie sprach auch Ga Ga Gazoo und Gorgeous Gal in den Woody-Woodpecker-Cartoons von Universal Pictures des Produzenten Walter Lantz und unter Regie von Don Patterson. Für Warner Brothers’ Looney Tunes sprach sie die Figuren Melissa Duck und Clara Hen. Von 1951 bis 1955 war sie zudem landesweit in Radioproduktionen zu hören.
Ab Mitte der 1950er-Jahre folgten vermehrt Gastrollen sowie wiederkehrende Rollen in Fernsehserien und Fernsehfilmen, darunter Quincy und Beverly Hills, 90210.
Im Film war die Charakterdarstellerin unter anderem in Über den Dächern von Nizza, Der Mann, der zuviel wußte, Die Unersättlichen, Zwei erfolgreiche Verführer, Mit allen Wassern gewaschen, Keine Gnade für Ulzana, Staubige Dollars, Killing Zoe, Wilde Orchidee III sowie in Roland Emmerichs Science-Fiction-Film Stargate zu sehen. Einen letzten Auftritt vor der Kamera hatte sie im Jahr 2008 in dem Kurzfilm Glances. Sie trat letztmals 2013 in einer Sprechrolle in einer Folge der Fernsehserie Last Man Standing in Erscheinung. Im deutschen Sprachraum wurde Holland unter anderem von Renate Danz, Doris Gallart und Agi Prandhoff synchronisiert.
Neben der Arbeit vor der Kamera und hinter dem Mikrofon war Holland auch eine Bühnenschauspielerin, so spielte sie 1956 Erna Kuloc in Sixth Finger in a Five Finger Glove am Longacre Theatre am Broadway in New York City. 1958 war sie an der Seite von Herbert Voland in Fools Are Passing Through am Billy Rose Theatre zu sehen. Holland starb im Alter von 94 Jahren.

## Filmografie (Auswahl)
- 1951: Go for Broke!
- 1951: Hübsch, jung und verliebt
- 1951: Begegnung in Tunis
- 1952: Schwarze Trommeln
- 1952: Racket Squad (Fernsehserie)
- 1952: Biff Baker, U.S.A. (Fernsehserie)
- 1952: Madeline (Kurzfilm)
- 1953: Muskelprotz (Kurzfilm)
- 1953: The Emperor’s New Clothes (Kurzfilm)
- 1953: Belle Boys (Kurzfilm)
- 1953: Easy Peckin’s (Kurzfilm)
- 1953: Hot Noon or 12 O’Clock for Sure (Kurzfilm)
- 1954: My Little Margie (Fernsehserie)
- 1954: Bübchen-Boo (Kurzfilm)
- 1954: A Fine Feathered Frenzy (Kurzfilm)
- 1954: Drei Matrosen in Paris
- 1954: The Lone Wolf (Fernsehserie)
- 1954–1955: Public Defender (Fernsehserie)
- 1955: The Donald O’Connor Show (Fernsehserie)
- 1955: Der Favorit
- 1955: The Shining Beacon (Fernsehfilm)
- 1955: The Halls of Ivy (Fernsehserie)
- 1953–1955: City Detective (Fernsehserie)
- 1955: Damon Runyon Theater (Fernsehserie)
- 1955: Climax! (Fernsehserie)
- 1955: Geschichten, die der Alltag schrieb (Fernsehserie)
- 1955: Über den Dächern von Nizza
- 1956: Der Mann, der zuviel wusste
- 1955–1956: Passport to Danger (Fernsehserie)
- 1958: Kraft Television Theatre (Fernsehserie)
- 1961: Es geschah in den Zwanzigern (Fernsehserie)
- 1964: Die Unersättlichen
- 1964: Petticoat Junction (Fernsehserie)
- 1964: Zwei erfolgreiche Verführer
- 1964: Many Happy Returns (Fernsehserie)
- 1966: The Pruitts of Southampton (Fernsehserie)
- 1968: Mit allen Wassern gewaschen
- 1970: Headmaster (Fernsehserie)
- 1972: Keine Gnade für Ulzana
- 1974: Die Zwei von der Tankstelle (Fernsehserie)
- 1977: Quincy (Fernsehserie)
- 1985: Staubige Dollars
- 1992: Beverly Hills, 90210 (Fernsehserie)
- 1993: Blossom (Fernsehserie)
- 1993: Killing Zoe
- 1993: Victim of Love: The Shannon Mohr Story (Fernsehfilm)
- 1994: Stargate
- 1997: Das Leben und Ich (Fernsehserie)
- 2006: Hi, Hello (Kurzfilm)
- 2008: Glances (Kurzfilm)
- 2013: Last Man Standing (Fernsehserie)